# 北海道名寄高等学校
北海道名寄高等学校（ほっかいどう なよろこうとうがっこう、Hokkaido Nayoro High School）は、北海道名寄市徳田にある道立高等学校。地元では「名高」（めいこう）の愛称で親しまれている。

## 沿革

### 旧制名寄中学校
- 1922年 - 北海道庁立名寄中学校の設置が認可される。
- 1923年 - 校舎落成。
- 1937年 - 校舎全焼。
- 1938年 - 校舎再建。
- 1942年 - 校舎一部焼失。
- 1947年 - 北海道立名寄中学校と改称。
- 1948年 - 学制改革により、北海道立名寄高等学校と改称。

### 旧制名寄高等女学校
- 1927年 - 名寄町立名寄高等女学校の設置が認可される。
- 1928年 - 校舎落成。
- 1930年 - 北海道庁立名寄高等女学校と改称。
- 1947年 - 北海道立名寄高等女学校と改称。
- 1948年 - 北海道立名寄女子高等学校と改称。

### 名寄高等学校
- 1950年 - 高等学校の統合により、校名を北海道名寄高等学校と改称する。北海道名寄農業高等学校より音威子府分校を移管を受ける。
- 1953年 - 定時制普通科を併置。音威子府分校が北海道音威子府高等学校として独立。
- 1955年 - 全日制商業科を設置。名寄農業高等学校の定時制普通科を統合。
- 1962年 - 創立40周年記念事業として図書館を新築。
- 1963年 - 全日制機械科・電気科を設置。
- 1967年 - 全日制建築科を設置。
- 1975年 - 新校舎に移転。名寄工業高等学校が分離独立。
- 1977年 - 同窓生有志より通用門を寄贈。
- 1978年 - 柔剣道場完成。
- 1990年 - 定時制課程募集停止。
- 2002年 - 創立80周年を迎える。
- 2005年 - 新校舎一期工事完成。
- 2017年 - 北海道教育委員会が「北海道立高等学校学則の一部を改正する教育委員会規則」（昭和26年規則8号。別表第1）を教育庁原案通り全会一致で議決。これに伴い、平成29年度の生徒定員が1学年160人から1学級分にあたる40人減員され120人となった[1]。
- 2021年 - 北海道教育委員会が「公立高等学校配置計画(令和４年度(2022年度)～６年度(2024年度))」を発表。2023年度（令和5年度）に名寄産業高等学校と再編統合し、名寄高校校舎を使用した新設校（普通科４学級及び情報技術科１学級：単位制）を設置することが決定する[2]。

## 部活動

### 体育系
- 男女別
  - テニス
  - バレー
  - バスケット
  - 羽球
- 男女混合
  - 卓球
  - 陸上
  - スキー
- 男子
  - 野球
  - サッカー

### 文化系
- 男女混合
  - 吹奏楽
  - 茶道
  - 美術

## 著名な出身者
- 新井舞良（モデル）
- 大内格之助（元北海道文化放送社長）
- 菊地利夫（筑波大学名誉教授）
- 久保田宏（名寄市立大学初代学長）
- 桜庭康喜（元名寄市長）
- 鈴木伯（スノーボーダー）
- 十亀昭雄（北海道教育大学名誉教授）
- 谷一之（下川町長、元下川町議会議長、元下川町議会議員）
- 谷田康真（カーリング選手）
- 東野秀樹（参議院議員）
- 深瀬昌久（写真家）
- 山本信夫（元北海道立文書館長）

## アクセス
JR北海道宗谷本線名寄高校駅すぐ。
なお、以前の最寄り駅だった東風連駅から高校までは北（名寄駅方）に向かって約1.4km、徒歩約20分の距離があったが、2022年3月12日のダイヤ改正より高校の目の前に移設され名寄高校駅に改称した。